# Campoplex nigrus
Campoplex nigrus là một loài tò vò trong họ Ichneumonidae.